# Жануцци, Ремо
Ремо Жануцци (порт.-браз. Remo Januzzi; 14 января 1917, Висконди-ду-Риу-Бранку, Минас-Жерайс, по другим данным Сан-Паулу — 1984), иногда его фамилию произносят из-за итальянского происхождения Джануцци (итал. Januzzi) — бразильский футболист, полузащитник.

## Карьера
Ремо начал карьеру в клубе «Сантос», где выступал два сезона. В 1940 году он перешёл в стан «Сан-Паулу», дебютировав в составе команды 3 марта. Ремо выиграл с командой пять титулов Чемпион штата. В розыгрыше одного, 8 июля 1945 года в матче против «Жабакуары» (12:1), полузащитник забил 3 гола. Всего он провёл за клуб 345 матчей (213 побед, 55 ничьих и 77 поражений) и забил 110 голов, по другим данным — 348 матчей и 107 голов, по третьим — 357 матчей и 105 голов. Последний матч за «Сан-Паулу» Ремо сыграл 2 декабря 1951 года.
В 1960 году Ремо стал главным тренером «Сан-Паулу». Клуб под его руководством провёл 14 матчей, выиграв четыре, три сведя вничью и семь проиграв. В 1961 году он тренировал клуб «XV ноября» из Пирасикабы.

## Статистика
| Сезон | Команда   | Игры | Голы |
| ----- | --------- | ---- | ---- |
| 1938  | Сантос    | 7    | 2    |
| 1939  | Сантос    | 34   | 10   |
| 1940  | Сан-Паулу | 40   | 14   |
| 1941  | Сан-Паулу | 18   | 3    |
| 1942  | Сан-Паулу | 18   | 3    |
| 1943  | Сан-Паулу | 32   | 16   |
| 1944  | Сан-Паулу | 26   | 9    |
| 1945  | Сан-Паулу | 35   | 14   |
| 1946  | Сан-Паулу | 34   | 15   |
| 1947  | Сан-Паулу | 26   | 13   |
| 1948  | Сан-Паулу | 41   | 10   |
| 1949  | Сан-Паулу | 42   | 8    |
| 1950  | Сан-Паулу | 24   | 1    |
| 1951  | Сан-Паулу | 12   | 1    |

## Достижения
- Чемпион штата Сан-Паулу: 1943, 1945, 1946, 1948, 1949